# Ja’akov Mosche Toledano

Ja’akov Mosche Toledano, 1960

Ja’akov Mosche Toledano (hebräisch יעקב משה טולדאנו‎; * 1880 in Tiberias, Osmanisches Reich; † 15. Oktober 1960 in Jerusalem, Israel) war ein israelischer Rabbiner und Politiker.

## Leben
Nach seiner Schulausbildung absolvierte er in seiner Heimatstadt eine Rabbinerausbildung. 1903 siedelte seine Familie nach einer Choleraepidemie nach Korsika um. Zu Beginn des Ersten Weltkrieges musste er zusammen mit anderen 700 Juden Korsika verlassen und war anschließend als Rabbiner auf Malta tätig.
Später war Toledano dann als Großrabbiner von Kairo und Alexandria tätig. Nach seiner Wahl zum sephardischen Oberrabbiner Tel Avivs zog er 1942 in jene Stadt in Mandats-Palästina und folgte damit Rabbi Ben Zion Uziel in dieser Funktion bis zum Jahr 1958. Obwohl er kein Knessetabgeordneter war, wurde Toledano am 3. Dezember 1958 zum Religionsminister ernannt und führte dieses Amt bis zum November 1959 aus. Als David Ben-Gurion eine neue Regierung am 17. Dezember 1959 stellte, kehrte er als Religionsminister zurück und übte dieses Amt bis zu seinem Tod aus.

## Familie
Toledano stammte aus einer Familie marokkanischer Juden in Meknès die sich in Tiberias niederließ. Toledanos Vater Judah war von Marokko eingewandert.
Der Familienname TOLEDANO bedeutet aus Toledo stammend. Die Familie wurde 1492 aus Spanien vertrieben, um im griechischen Saloniki sich niederzulassen.
1. Daniel TOLEDANO (geb. 1570 Saloniki, Griechenland, gest. 1640 Fez, Marokko).  Sein Sohn, Joseph TOLEDANO war der Begründer des wichtigsten Familienzweiges. Er verließ im Jahre 1600 Griechenland mit seiner Frau und zwei Söhnen um nach Fez in Marokko auszuwandern.
  1. Rabbi Chaim TOLEDANO (geb. 1585 Saloniki, Griechenland, gest. 1660–1665 Meknes, Marokko). Rabbiner und Dajan.
  2. Rabbi Joseph TOLEDANO (geb. 1590–1600 Saloniki, Griechenland, gest. 1670/1680 Meknes, Marokko). Rabbiner und Dajan.
    1. Rabbi Daniel TOLEDANO (geb. 1606, gest. 1680). Rabbiner, Dajan und Barater von Moulay Isma'il zusammen mit Joseph MAYMERAN.
    2. Rabbi Baruch TOLEDANO (geb. 1607, gest. 1685). Rabbiner in Meknes, Vater von sieben Söhnen.
      1. Moses TOLEDANO, verheiratet mit der Tochter von Chaim ha-Chassid TOLEDANO
        1. Rabbi Chaim TOLEDANO (1690–1750) (The MaHaRHaT.). [4]
        2. Rabbi Jacob TOLEDANO (1697–1771) (The MaHaRIT)
          1. Rabbi Baruch Toledano (1738–1817)
            1. Jacob Toledano
              1. Solomon Toledano (gest. 1877). Rabbiner in Meknes[5]
              2. Joseph Toledano
                1. Jacob Toledano
                  1. Raphael Toledano (1892–1971)

              3. Judah Toledano
                1. Jacob Moses Toledano (1880–1960)

              4. Samuel Toledano
                1. Abraham Toledano
                  1. Baruch Toledano

            2. Salomon Toledan (1770–1840)

          2. Judah Toledano
          3. Rabbi Moses Toledano (gest. 1778), Rabbiner in Meknes.[6]

        3. Rabbi Baruch TOLEDANO (gest. 1712)
        4. Rabbi Aaron TOLEDANO (gest. 1785).